# 青果物

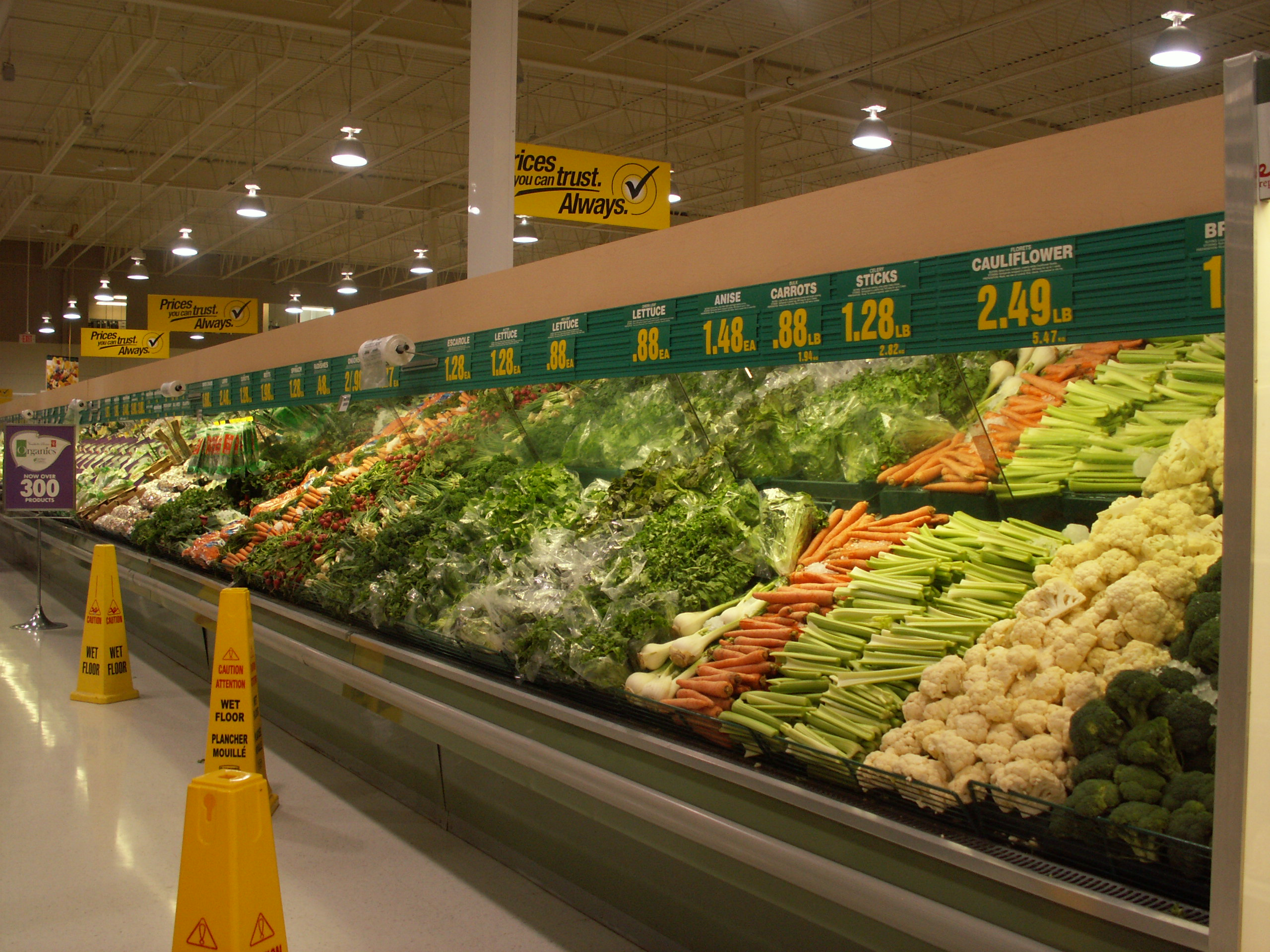
野菜や果物の店頭での陳列

青果物（せいかぶつ）は、食品の流通・小売における生鮮食品の分類の一。古くは「青物」とも称した。戦後の法令等において明確な定義はないが、戦前の「青果物配給統制規則」（昭和16年8月8日農林省令第60号）においては、「青果物とは蔬菜類及果実にして生鮮なるものを謂ふ。」と定義されている。
青果は、野菜と果物とも言う。

## 概要
卸売業界における生鮮食品の４分類「青果物・水産物・食肉・花卉」の一であり、小売業界におけるいわゆる生鮮三品「青果・鮮魚・精肉」の一である。
陸上で採れる農産物全般を指す。例えば、昭和16年8月12日農林省告示第568号による青果物44品目では、野菜・果物のほか、「うど・ふき」といった山菜や、「まつたけ・しひたけ」といったキノコ類も含んでいる。
生鮮食品として流通するものを指し、乾物・漬物・缶詰などの加工食品と対置されるが、平成期以降においてはカット野菜、カットフルーツなどの半加工品、野菜や果物と同様に生鮮管理が必要なチルド食品などの増加により、青果物に含む範囲は必ずしも厳密でない。

## その他
青果物を扱う場所
- 生産組合・農産物直売所・道の駅（生産・小売）
- 農業協同組合（集荷場・選果場）
- 商社（輸入卸）
- 卸売市場・中央卸売市場（卸売）
- 市場・場外市場（小売）
- 八百屋（小売）
- スーパーマーケット・生活協同組合（小売）
- 生鮮ディスカウントストア（小売）
- ドラッグストア（小売）：本来は、薬を扱う店舗であるが、近年青果物を扱う企業も増加している。
- コンビニエンスストア

青果物を扱う部署
- 青果部・農産部